# Vasili Koriashkin
Vasili Koriashkin es un deportista soviético que compitió en vela en la clase 470. Ganó una medalla de oro en el Campeonato Europeo de 470 de 1977.

## Palmarés internacional
| Campeonato Europeo | Campeonato Europeo | Campeonato Europeo | Campeonato Europeo |
| Año                | Lugar              | Medalla            | Clase              |
| ------------------ | ------------------ | ------------------ | ------------------ |
| 1977               | Rust (Austria)     | Medalla de oro     | 470                |